# Филиппова, Лидия Сергеевна
Лидия Сергеевна Филиппова (8 декабря 1932 года, Беларусь — 22 января 2025 года) — советский, российский педагог. Народный учитель СССР (1979).

## Биография
Лидия Филиппова родилась  8 декабря 1932 года в Беларуси в семье военнослужащего.
В 1951 году начала трудовую деятельность. В 1952 году поступила в Московский областной педагогический институт (МОПИ) им. Н. Крупской.
Профессиональную деятельность учителя начала в 1955 году ещё студенткой 4-го курса института в средней школе № 345 Москвы. Работала учителем истории и обществоведения. В этой школе проработала учителем до 2004 года.
Своим воспитанникам и молодым коллегам всегда говорила: «Любимая работа — счастье на всю жизнь». Она не только преподавала уроки истории, но и воспитывала школьников, находилась с ними рядом во многих делах, которыми жила школа, стояла у истоков многих традиций.
В 1958—1963 годах возглавляла отряды старшеклассников, которые отправлялись на целину, оказывали помощь в зерновых и строительных работах.
С 1964 года много лет была начальником школьного летнего и зимнего туристического лагеря на строительстве жилищно-коммунального комплекса Конаковской ГРЭС.
С 1965 года в школе под её руководством работали поисковые отряды и агитбригады по местам боевой славы защитников Москвы ВОВ 1941—1945 годов. В школе № 345 возникла педагогическая традиция, в феврале месяце школьники каждый год выезжали в Новгородскую область к месту гибели и захоронения ученика школы № 345 Михаила Татарского — бойца-добровольца третьей Московской дивизии народного ополчения. 
Вместе со своими воспитанниками посетила памятные исторические места Подмосковья, Ленинграда и Ленинградской области, Хатыни, Новгорода, Волгограда, Минска, Бреста.
Делилась своим педагогическим опытом: выступала на городских республиканских в Ленинграде (1962), всесоюзных (Алма-Ата, 1979), педагогических чтениях, проводила творческие уроки-конференции по проблемам нравственного, гражданского и патриотического воспитания.
В марте 1966 года — делегат 23-го съезда КПСС. В декабре 1988 года участвовала в работе Всесоюзного съезда учителей. В 1975 году — член комиссии по проведению Международного года женщины в СССР. В 1969 и 1971 годах — депутат Бауманского районного Совета депутатов трудящихся.
Была первым педагогом столицы, удостоенный звания «Народный учитель СССР» в феврале 1979 года, её имя вошло в биографическую энциклопедию «Учителя Москвы».
Работы Л. С. Филиповой были опубликованы в педагогических газетах и журналах.
О педагогическом опыте работы Л. С. Филипповой написано много очерков, опубликованных в газетах и журналах страны в разные годы.
Умерла 22 января 2025 года. После кремации урна с прахом была захоронена в Москве на Рогожском кладбище (колумбарий 4).

## Награды и звания
- Заслуженный учитель школы РСФСР (1968)
- Народный учитель СССР (1979)
- Орден Ленина (1976)[2]
- Медаль «В ознаменование 100-летия со дня рождения Владимира Ильича Ленина» (1970)
- Медаль «Ветеран труда» (1987)
- Медаль «В память 850-летия Москвы» (1997)
- Отличник народного просвещения РСФСР (1962)